# Rezolucja Rady Bezpieczeństwa ONZ nr 652
Rezolucja Rady Bezpieczeństwa ONZ nr 652 została przyjęta jednomyślnie 17 kwietnia 1990 r.
Po przeanalizowaniu wniosku Republiki Namibii o członkostwo w Organizacji Narodów Zjednoczonych Rada zaleciła Zgromadzeniu Ogólnemu przyjęcie tego państwa do swojego grona.

## Źródło
- UNSCR - Resolution 652